# Museum im Malhaus

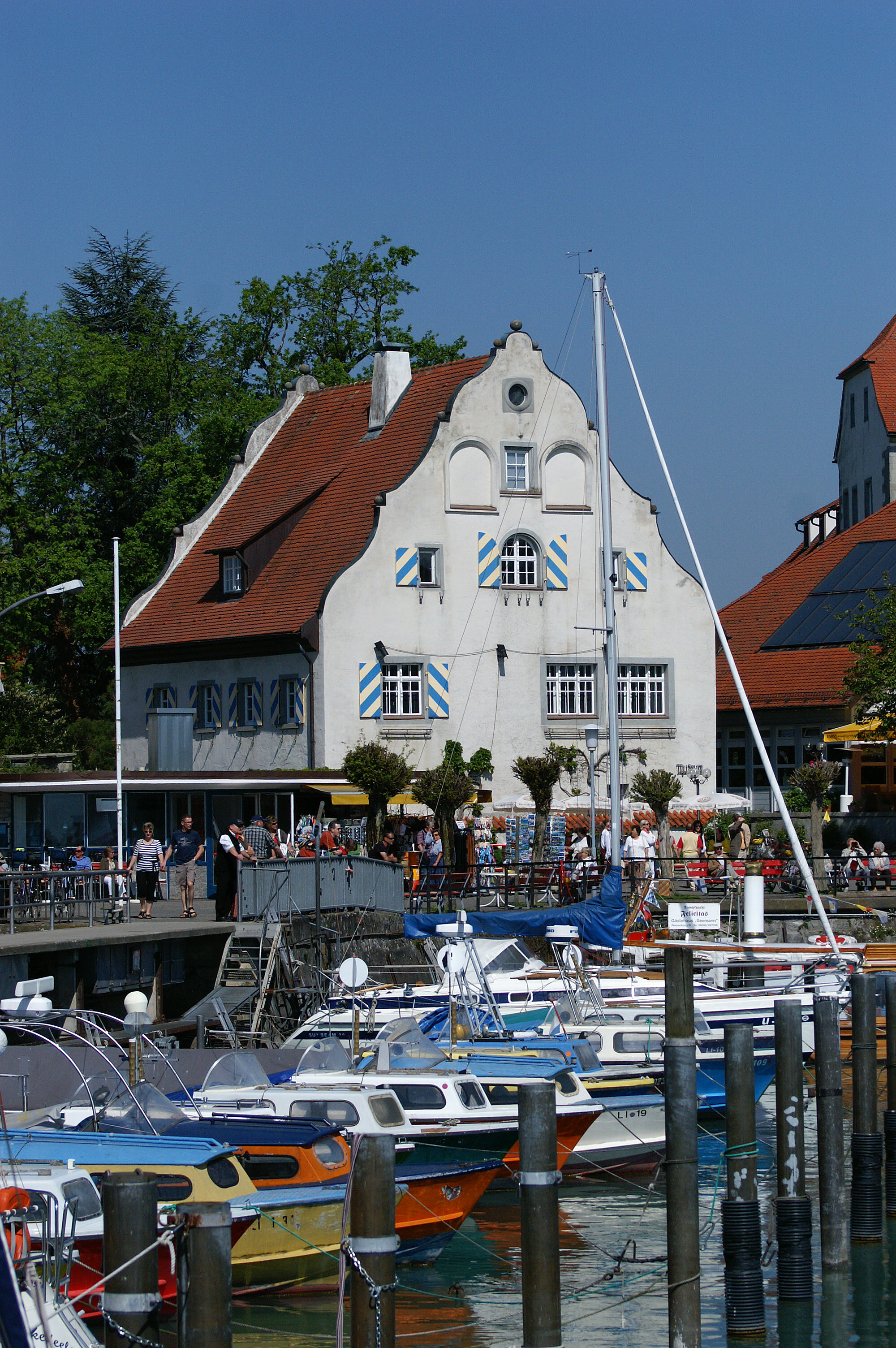
Blick vom Hafenkai auf das Malhaus (2008)

Das Museum im Malhaus ist ein Heimat- und Schriftsteller-Museum am Ufer der Halbinsel Wasserburg in der Gemeinde Wasserburg (Bodensee) beim Hafen und Landesteg der Bodensee-Schiffsbetriebe.

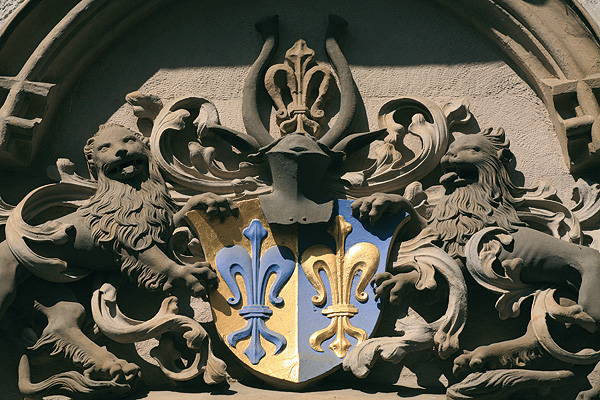
Wappen der Fugger von der Lilie

## Geschichte
Das denkmalgeschützte Malhaus wurde 1597 als zweigeschossigen Satteldachbau mit geschwungenem Giebel errichtet. In den Bau des Gerichtsgebäudes und Gefängnisses des schwäbischen Kaufmannsgeschlechts der Fugger aus der Linie Fugger von der Lilie wurden damals die inzwischen strategisch nicht mehr wichtigen Festungsmauern einbezogen. Sie bildeten ein starkes Fundament für das auf fast quadratischem Grundriss errichtete, zweieinhalbstöckige Gebäude und sind bis heute noch gut zu erkennen.
Im Erdgeschoss wurden fünf Gefängniszellen sowie ein Raum für die Aufseher und im ersten Stock ein Gerichtssaal eingerichtet. Dieser Raum besitzt eine flach gewölbte, sogenannte „Lindauer Decke“ – mit den charakteristischen Lindenblättern an den Enden der Rundbalken. In diesem Gerichtssaal wurden zwischen 1655 und 1664 durch die Fuggerische Herrschaft Wasserburg (heutige Bodenseegemeinden Wasserburg, Nonnenhorn und Bodolz) die „Wasserburger Hexenprozesse“ abgehalten.

Im 18. Jahrhundert bot das Gebäude Mönchen und später Schulklassen Platz. Seit 1979 beherbergt das Malhaus ein Orts- und Heimatmuseum. Alfred Schmiedinger war von 1979 bis 1991 als erster Museumsleiter für die Ausstellungen verantwortlich.
Das Gebäude auf der Wasserburger Halbinsel wurde 1978/79 und erneut im Frühjahr 1994 im Auftrag der Gemeinde Wasserburg saniert. Im Zuge der Dach- und Fassadensanierung 2011 wurden beim neuen Anstrich der Fensterläden die Farben Gold und Blau aus dem Wappen der Fugger wieder aufgegriffen.

## Ausstellungsinhalte
Über drei Etagen verteilt werden im Malhaus unterschiedliche Wissensbereiche als Dauerausstellung präsentiert:
- Fischerei: Fischer am Bodensee / Wasserburg (2021 neue Ausstellung)
- Martin Walser: Kinder- und Jugendzeit in Wasserburg (2021 neue Ausstellung)
- Hexenverfolgung: Hexenprozesse und -zellen im Malhaus (2021 neue Ausstellung)
- Horst Wolfram Geißler: Wasserburger Ehrenbürger (2021 neue Ausstellung)

Ergänzend werden immer wieder wechselnde Sonderausstellungen präsentiert:
- 1979: „Der Wasserburger Kunstmaler Franz Löffler (1875–1955)“
- 2008/2009/2010: „Hexenverfolgung unter der Fuggerschen Herrschaft in Wasserburg“
- 2011/2012: „Starker Tobak – Streifzug durch die Welt des Tabaks“
- 2013: „Kinderträume – Technisches Spielzeug“
- 2016: „Heimischer Obstbau – gestern und heute“
- 2021: „Blickwinkel“
- 2022: „Blickwinkel und Aufbruch“
- 2023: „Seegfrörne“ und „Historische Bodenseeschifffahrt“